# Cheongwon
Cheongwon (Cheongwon-gu, âm Hán Việt: Thanh Nguyên quận) là một huyện của tỉnh Chungcheong Bắc, Hàn Quốc. Huyện này có diện tích 814,38 km², dân số năm 2001 là 123.984 người.